# Duncan Lake Indian Reserve 2
Duncan Lake Indian Reserve 2 är ett reservat i Kanada.   Det ligger i provinsen British Columbia, i den centrala delen av landet, 3 700 km väster om huvudstaden Ottawa. Duncan Lake Indian Reserve 2 ligger vid sjön Broman Lake.
I omgivningarna runt Duncan Lake Indian Reserve 2 växer i huvudsak barrskog. Trakten runt Duncan Lake Indian Reserve 2 är nära nog obefolkad, med mindre än två invånare per kvadratkilometer.